# DSO Kladensko a Slánsko
DSO Kladensko a Slánsko je dobrovolný svazek obcí dle zákona v okresu Kladno, jeho sídlem jsou Kačice a jeho cílem je celkový rozvoj mikroregionu, ÚP, infrastruktura, životní prostředí a rozvoj cestovního ruchu. Sdružuje celkem 7 obcí a byl založen v roce 2003.

## Obce sdružené v mikroregionu
- Drnek
- Hradečno
- Hrdlív
- Ledce
- Přelíc
- Svinařov
- Třebichovice